# Ermenrod
Ermenrod är en Ortsteil i Feldatal i Vogelsbergkreis i det tyska förbundslandet Hessen. Ermenrod nämns för första gången som Irmenrade i ett dokument från år 1351. Ermenrod har 315 invånare. Ermenrod var en kommun fram till 31 december 1971 när den uppgick i Feldatal.